# Jenny Llada
María Eugenia Llada Cabrera, más conocida como Jenny Llada (Madrid, 8 de junio de 1959), es una vedette, actriz y presentadora española.

## Biografía
Inició su carrera teatral trabajando en espectáculos de Revista. En teatro debutó en 1965 con la obra de Tirso de Molina Don Gil de las calzas verdes. Debuta en el cine con El recién llegado escribió su epitafio (1974); a continuación, El paranoico (1975); y en 1976 continuó con películas como la de Jacinto Molina Inquisición (1976), La muerte ronda a Mónica (1976), Las delicias de los verdes años o Call girl: la vida privada de una señorita bien, estas tres últimas películas junto a su gran amiga Bárbara Rey.
Durante los siguientes años compagina el teatro con una trayectoria cinematográfica compuesta sobre todo por películas del conocido como género del destape.
Participó en un episodio de Curro Jiménez, titulado El fuego encendido (1977).
También, trabaja en espectáculos musicales como Oh! Calcutta! (1977).
A principios de los años ochenta rueda con Mariano Ozores una de sus películas preferidas, Los chulos (1981), junto a Los cántabros (1980) y Un rolls para Hipólito (1982), protagonizada por Alfredo Landa.
Sería la primera de las seis ocasiones en que fue dirigida por ese director, con quien también firmaría El soplagaitas (1981), ¡Que vienen los socialistas! (1982), El currante (1983), Agítese antes de usarla (1983) y Los presuntos (1986), que hasta la fecha sigue siendo su última película. 
En 1985 intervino en la obra de Alonso Millán El cianuro ¿solo o con leche?
En 1987, trabajó con Lina Morgan en el espectáculo El último tranvía, que se representó durante 4 años en el Teatro La Latina . 
Desde entonces ha trabajado en series de televisión como Los ladrones van a la oficina, Periodistas, El comisario o Mis adorables vecinos, aunque ha centrado su carrera en su trabajo sobre los escenarios. En 2005 intervino en 5 lesbianas.com y un año más tarde estrenaba junto a, entre otras, Rosa Valenty, Seis mujeres desesperadas, obra que parodia la serie de televisión Mujeres desesperadas. Obras posteriores incluyen Sexo en Nueva York (2007) junto a Marta Valverde,  La merienda (2008) y Cacao monumental (2010) de Juan José Alonso Millán.
En el verano de 2015 participó en el reality show Pasaporte a la isla de Telecinco, concursando para ganar un puesto en otro reality de título Supervivientes.